# Igensdorf
Igensdorf – gmina targowa w Niemczech, w kraju związkowym Bawaria, w rejencji Górna Frankonia, w regionie Oberfranken-West, w powiecie Forchheim. Leży przy drodze B2 i linii kolejowej Norymberga – Gräfenberg.
Gmina leży ok. 16 km na południowy wschód od Forchheimu, ok. 16 km na północny wschód od Erlangen, ok. 22 km na północny wschód od Norymbergi.

## Dzielnice
W skład gminy wchodzą następujące dzielnice:
| - Affalterbach - Bodengrub - Bremenhof - Dachstadt - Eichenmühle | - Etlaswind - Haselhof - Igensdorf - Kirchrüsselbach - Letten | - Lettenmühle - Lindenhof - Lindenmühle - Mitteldorf - Mittelrüsselbach | - Neusleshof - Oberlindelbach - Oberrüsselbach - Pettensiedel - Pommer | - Stöckach - Unterlindelbach - Unterrüsselbach - Weidenbühl - Weidenmühle |

## Polityka
Wójtem jest Erwin Zeiß z CSU. Rada gminy składa się z 17 członków:
|      | CSU | SPD | Wolna Grupa Wyborców | Igensdorfer Umland | Razem     |
| 2002 | 8   | 4   | 3                    | 2                  | 17 miejsc |

## Zabytki i atrakcje
- szkoła muzyczna
- Kościół pw. św. Jerzego (St. Georg) wybudowany w 1687, odrestaurowany w 2006